# Pavle Perić
Pavle Perić (in serbo Павле Перић?; Prokuplje, 7 agosto 1998) è un pallavolista serbo, schiacciatore dello Skra Bełchatów.

## Palmarès

### Club
- Campionato serbo: 5

2016-17, 2017-18, 2018-19, 2019-20, 2020-21
- Coppa di Serbia: 1

2019-20
- Supercoppa serba: 2

2019, 2020